# جایزه بزرگ آلمان ۱۹۷۱
جایزه بزرگ آلمان ۱۹۷۱ (انگلیسی: ‎1971 German Grand Prix‎) یک مسابقهٔ موتوری در رشتهٔ اتومبیل‌رانی فرمول یک بود که در تاریخ ۱ اوت ۱۹۷۱ در نوربورگ‌رینگ واقع در نوربورگ، آلمان غربی برگزار شد. این گراند پری در میان ۱۱ گراند پری در فصل ۱۹۷۱، مسابقهٔ شمارهٔ ۷ بود.
در این مسابقه که در ۱۲ دور و به مسافت ۲۷۴٫۰۲ کیلومتر (۱۷۰٫۲۶۸ مایل) برگزار شد، پول پوزیشن توسط جکی استوارت کسب شد و سریع‌ترین زمان برای طی یک دور پیست که برابر با ۷:۲۰٫۱ بود نیز توسط فرانسوا سورت به ثبت رسید.
جکی استوارت از تیم تایرل-فورد، فرانسوا سورت از تیم تایرل-فورد و کلی رگاتزونی از تیم فراری به‌ترتیب مقام‌های اول تا سوم مسابقه را کسب کردند.

## رده‌بندی قهرمانی پس از مسابقه
|       | جایگاه | راننده       | امتیاز |
| ----- | ------ | ------------ | ------ |
|       | ۱      | جکی استوارت  | ۵۱     |
|       | ۲      | ژاکی ایکس    | ۱۹     |
|       | ۳      | رونی پیترسن  | ۱۷     |
| ۱     | ۴      | ماریو اندرتی | ۱۲     |
| ۲     | ۵      | کلی رگاتزونی | ۱۲     |
| منبع: |        |              |        |

|       | جایگاه | سازنده     | امتیاز |
| ----- | ------ | ---------- | ------ |
|       | ۱      | تایرل-فورد | ۵۱     |
|       | ۲      | فراری      | ۳۲     |
|       | ۳      | مارچ-فورد  | ۱۷     |
|       | ۴      | لوتوس-فورد | ۱۳     |
|       | ۵      | بی‌آرام     | ۱۲     |
| منبع: |        |            |        |

یادداشت
- تنها پنج جایگاه نخست از هر رده‌بندی نمایش داده شده‌است.